# مد فریجین

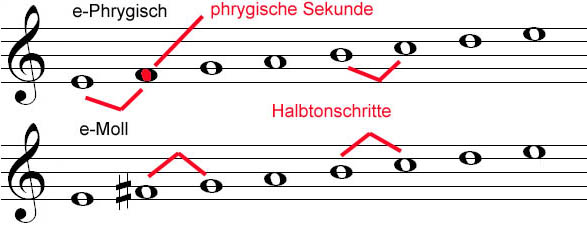
مد فریجین

مد فریجین (Phrygian mode) می‌تواند به سه مد موسیقایی متفاوت اشاره کند: tonos یا harmonia ی یونان باستان که گاهی فریجین نیز گفته می‌شود، که بر اساس مجموعه از گونه‌های اکتاو (Octave species) یا گام‌ها شکل گرفته است؛ مد فریجین قرون وسطایی، و مفهوم مدرن مد فریجین به عنوان یک گام دیاتونیک، که بر اساس قبلی است.
Audio playback is not supported in your browser. You can download the audio file.

## فریجین یونان باستان
tonos فریجین یا harmonia ی فریجین به نام قلمروی باستانی فریجیه در آناتولی نامیده می‌شوند. گونه‌های اکتاوی (گام) که پشت فریجین یونان باستانی tonos هستند، مطابقند با مد قرون وسطایی و همچنین مدرن دوریان (Dorian mode).